# فرقة المشاة 169 (الفيرماخت)

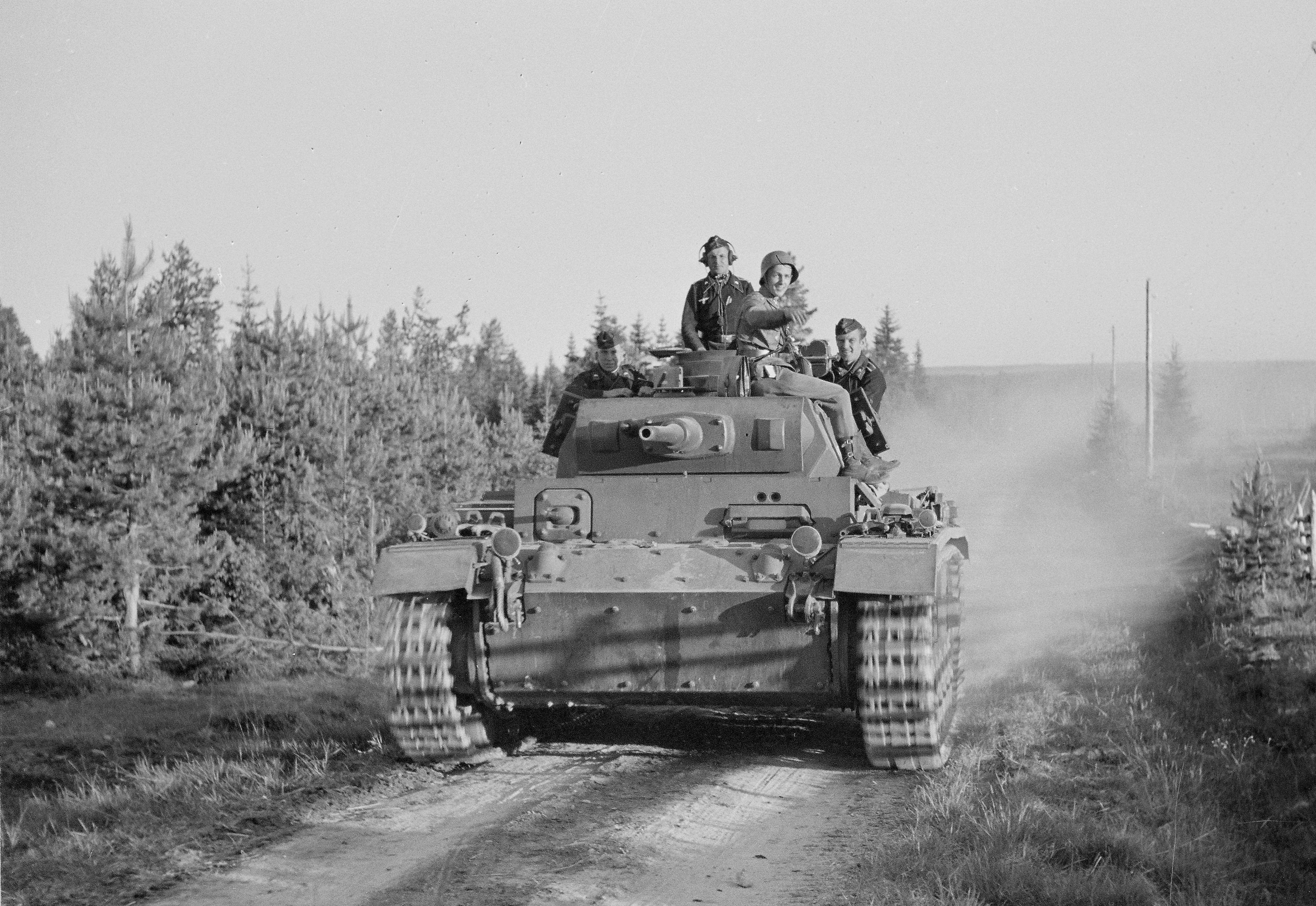
دبابات ألمانية تابعة للكتيبة 40 تتقدم نحو خط المواجهة في فاسونفارا. (1يوليو1941)

فرقة المشاة 169 (بالألمانية: 169. Infanterie-Division) كانت وحدة عسكرية ألمانية خلال الحرب العالمية الثانية.

## القادة
- Generalleutnant Philipp Müller-Gebhard (29 نوفمبر 1939 - 1 ديسمبر 1939)
- Generalleutnant Heinrich Kirchheim (1 ديسمبر 1939 - 1 فبراير 1941)
- Generalleutnant Kurt Dittmar (1 فبراير 1941 - 29 سبتمبر 1941)
- Generalleutnant Hermann Tittel[الإنجليزية] (29 سبتمبر 1941 - 22 يونيو 1943)
- Generalleutnant Georg Radziej (22 يونيو 1943 - N / A)